# Hard Truck 2: King of the Road
Hard Truck 2: King of the Road es un videojuego donde el jugador se convierte en un camionero y conduce vehículos de carga. El competidor deberá correr por las rutas de un territorio y construir empresa, y hacerse dueño del 51% del comerció del país, fue desarrollado por el estudio ruso Softlab-Nsk, es considerado por sus creadores como el primer simulador de conducción continua del mundo, donde los competidores, pueden jugar en una sola partida todo el juego. El juego es distribuido por Zeta Games.

## Historia
El 19 de febrero de 2004 Softlab-Nsk, Zeta Games y JooWood, sacaron a la venta este simulador de conducción.

## Características
Es un juego de simulación donde el conductor puede viajar a través de 150 kilómetros de carreteras, por un total de paisajes como bosques, desiertos y ciudades, y además con cambios de clima, y correr a través de un día luego de noche, en un amanecer o en un atardecer, el vehículo puede ser desde un tracto-camión o un vehículo común, y este puede sufrir daños en su estructura, y el jugador puede pedir ayuda de grúa, o ir a un taller para arreglar los daños y mejorar el vehículo, e ir de ciudad en ciudad, y contratar trabajadores, y vivir como un verdadero camionero.
Elementos visuales
En la pantalla de inicio del juego se puede regular la duración del día y la noche, el clima (la frecuencia en que aparecerán días nublados o lluviosos) y el tráfico (qué tan transitadas estarán las carreteras del juego).
Jugabilidad
Puntos de vista
El juego cuenta con la posibilidad de elegir entre dos "puntos de vista" o "cámara". El primero muestra el interior del vehículo donde podremos apreciar los indicadores de velocidad, revoluciones del motor y gasolina del tanque, además de diversos botones (que no se pueden activar, pero brindan mayor realismo al juego). Al estar en este modo, el jugador también puede girar la cámara dentro del vehículo mismo para mirar a través del espejo retrovisor. En el segundo punto de vista la cámara se encuentra afuera del camión, lo que permite visualizar el entorno entero.